# Josef Melichar
Pour les articles homonymes, voir Melichar.
Josef Melichar (né le 20 janvier 1979 à České Budějovice en Tchécoslovaquie aujourd'hui République tchèque) est un joueur professionnel tchèque de hockey sur glace. Il joue en tant que défenseur.

## Carrière en club
Melichar est choisi par les Penguins de Pittsburgh au cours du repêchage d'entrée dans la LNH 1997 en troisième ronde (71e choix) mais il commence sa carrière en Amérique du Nord en jouant pour les Americans de Tri-City de la Ligue de hockey de l'Ouest (LHOu), ligue junior du Canada en 1997. Auparavant il jouait en République tchèque pour le club HC České Budějovice dans le championnat moins de 18 et moins de 20 ans.
Ensuite, il rejoint l'équipe réserve de la Ligue américaine de hockey des Penguins: les Penguins de Wilkes-Barre/Scranton en attendant de jouer quelques matchs dans la LNH en 1999-2000. En 2001, il participe avec les "baby-Penguins" à la conquête de la Coupe Calder mais ils échouent en finale.
Après cette saison, il devient défenseur titulaire des Penguins même si au cours de sa réelle première saison en LNH (2001-2002) il se blesse à l'épaule. Au cours de la saison 2002-2003 de la LNH, il ne jouera que 8 matchs mais l'année d'après il joue tous les matchs de la franchise (avec son premier but pour son 137e match).
Durant le lock-out 2004-2005, il va jouer dans le championnat tchèque pour le club de Prague: le HC Sparta Prague.

Le 15 août 2005, il signe une prolongation de contrat avec les Penguins et est nommé assistant capitaine au cours de la saison 2005-2006 de la LNH. Avec l'équipe 2006-2007 des Penguins, ils parviennent pour la première fois aux séries éliminatoires depuis 2002 mais ils perdent au premier tour contre les Sénateurs d'Ottawa.
En 2007, il retourne jouer dans son pays avec le club du HC České Budějovice dans l'Extraliga mais après six matchs, il change une nouvelle fois de club et signe pour le club de Linköpings HC de l'Elitserien.
Le 2 juillet 2008, il signe un contrat d'un an d'une valeur estimée à 1 million de dollars avec les Hurricanes de la Caroline. Il change d'équipe en cours de saison en étant échangé le 7 février 2009 au Lightning de Tampa Bay avec Wade Brookbank et un choix de repêchage contre Jussi Jokinen.
Le 9 juillet 2009, le Lightning le laisse libre et il signe alors avec son ancien club thèque du HC České Budějovice.
Le 5 juillet 2011, il signe un contrat avec le HC ČSOB Pojišťovna Pardubice mais seulement un mois après avoir signé avec le club tchèque, il annonce sa retraite le 18 août.

## Statistiques
| Saison     | Équipe                    | Ligue           |     | Saison régulière | Saison régulière | Saison régulière | Saison régulière | Saison régulière |   | Séries éliminatoires | Séries éliminatoires | Séries éliminatoires | Séries éliminatoires | Séries éliminatoires |
| Saison     | Équipe                    | Ligue           | PJ  | B                | A                | Pts              | Pun              | PJ               | B | A                    | Pts                  | Pun                  |                      |                      |
| 1995-1996  | HC České Budějovice       | Extraliga Jr.18 | 38  | 3                | 4                | 7                | -                | -                | - | -                    | -                    | -                    |                      |                      |
| 1996-1997  | HC České Budějovice       | Extraliga Jr.20 | 41  | 2                | 3                | 5                | 10               | -                | - | -                    | -                    | -                    |                      |                      |
| 1997-1998  | Americans de Tri-City     | LHOu            | 67  | 9                | 24               | 33               | 152              | -                | - | -                    | -                    | -                    |                      |                      |
| 1998-1999  | Americans de Tri-City     | LHOu            | 65  | 8                | 28               | 36               | 125              | 11               | 1 | 0                    | 1                    | 15                   |                      |                      |
| 1999-2000  | Penguins de WBS           | LAH             | 80  | 3                | 9                | 12               | 126              | -                | - | -                    | -                    | -                    |                      |                      |
| 2000-2001  | Penguins de WBS           | LAH             | 46  | 2                | 5                | 7                | 69               | 21               | 0 | 5                    | 5                    | 6                    |                      |                      |
| 2000-2001  | Penguins de Pittsburgh    | LNH             | 18  | 0                | 2                | 2                | 21               | -                | - | -                    | -                    | -                    |                      |                      |
| 2001-2002  | Penguins de Pittsburgh    | LNH             | 60  | 0                | 3                | 3                | 68               | -                | - | -                    | -                    | -                    |                      |                      |
| 2002-2003  | Penguins de Pittsburgh    | LNH             | 8   | 0                | 0                | 0                | 2                | -                | - | -                    | -                    | -                    |                      |                      |
| 2003-2004  | Penguins de Pittsburgh    | LNH             | 82  | 3                | 5                | 8                | 62               | -                | - | -                    | -                    | -                    |                      |                      |
| 2004-2005  | HC Sparta Prague          | Extraliga       | 13  | 0                | 4                | 4                | 8                | 5                | 0 | 0                    | 0                    | 6                    |                      |                      |
| 2005-2006  | Penguins de Pittsburgh    | LNH             | 72  | 3                | 12               | 15               | 66               | -                | - | -                    | -                    | -                    |                      |                      |
| 2006-2007  | Penguins de Pittsburgh    | LNH             | 70  | 1                | 11               | 12               | 44               | 5                | 0 | 0                    | 0                    | 2                    |                      |                      |
| 2007-2008  | HC České Budějovice       | Extraliga       | 6   | 0                | 0                | 0                | 4                | -                | - | -                    | -                    | -                    |                      |                      |
| 2007-2008  | Linköpings HC             | Elitserien      | 50  | 0                | 8                | 8                | 74               | 16               | 1 | 1                    | 2                    | 39                   |                      |                      |
| 2008-2009  | Hurricanes de la Caroline | LNH             | 15  | 0                | 4                | 4                | 8                | -                | - | -                    | -                    | -                    |                      |                      |
| 2008-2009  | River Rats d'Albany       | LAH             | 25  | 1                | 4                | 5                | 35               | -                | - | -                    | -                    | -                    |                      |                      |
| 2008-2009  | Admirals de Norfolk       | LAH             | 1   | 0                | 0                | 0                | 0                | -                | - | -                    | -                    | -                    |                      |                      |
| 2008-2009  | Lightning de Tampa Bay    | LNH             | 24  | 0                | 5                | 5                | 29               | -                | - | -                    | -                    | -                    |                      |                      |
| 2009-2010  | HC České Budějovice       | Extraliga       | 52  | 5                | 9                | 14               | 80               | 5                | 0 | 0                    | 0                    | 6                    |                      |                      |
| 2010-2011  | HC České Budějovice       | Extraliga       | 12  | 0                | 1                | 1                | 8                | -                | - | -                    | -                    | -                    |                      |                      |
| 2010-2011  | Linköpings HC             | Elitserien      | 41  | 0                | 5                | 5                | 24               | 7                | 0 | 0                    | 0                    | 2                    |                      |                      |
| Totaux LNH | Totaux LNH                | Totaux LNH      | 349 | 7                | 42               | 49               | 300              | 5                | 0 | 0                    | 0                    | 2                    |                      |                      |

## Carrière internationale
Il joue pour l'équipe junior de République tchèque lors des championnats d'Europe junior en 1997 (dix minutes de pénalités et une passe en 6 matchs).